# Agrilus putzeysi
Agrilus putillus é uma espécie de inseto do género Agrilus, família Buprestidae, ordem Coleoptera.
Foi descrita cientificamente por Say, 1833.